# Klarinettrio
Een klarinettrio is een muziekensemble uit de klassieke muziek, met een driekoppige bezetting, bestaande uit klarinet, piano en (violon)cello.
Een voorbeeld van muziekstukken, geschreven voor een klarinettrio zijn: 
- het opus 114 van Johannes Brahms
- het Allegro sostenuto van Helmut Lachenmann
- Chiffre IV van Wolfgang Rihm